# Osmadvacet bolševiků
Osmadvacet bolševiků (čínsky: 二十八个半布尔什维克 èrshíbāgè Bù'ěrshíwéikè) byla skupina čínských studentů studujících v Moskvě na Sunjatsenově univerzitě v první polovině dvacátého století. Skupina je též nazývaná „skupina osmadvaceti“ či „čínští bolševici“.

## Původ termínu
Poprvé se termín „osmadvacet bolševiků“ objevil v souvislosti s vnitrostranickou diskuzí mezi trockisty a většinou ve VKS(b) v Sovětském svazu, která se přenesla i mezi studenty na Sunjatsenově univerzitě v Moskvě, založené roku 1925 a určené pro mladé čínské komunisty (a před antikomunistickým obratem Kuomintangu roku 1927 i pro mladé členy Kuomintangu). V červnu 1929 při jednom z hlasování o sporných otázkách z několika stovek studentů Sunjatsenovy univerzity jich pouze 28 podpořilo stanovisko rektora univerzity Pavla Mifa, resp. vedení VKS(b). Wang Ming (vlastním jménem Čchen Šao-jü, jeden ze studentů) po letech vznik termínu vysvětloval tak, že opoziční trockisté (stoupenci a sympatizanti Čchen Tu-sioua, stojícího v čele KS Číny v letech 1921–1927) používali v zimě 1927 pro stoupence bolševické (stalinské) linie na univerzitě označení „Čchen Šao-jüova skupina“, a po zmíněném hlasování jim na podzim 1929 přezdívali i „28 a půl bolševika“.

## Počet „bolševiků“
Nepanuje shoda na počtu „bolševiků“. Mao Ce-tung a jiní čínští komunističtí politici a publicisté totiž mluvili o „osmadvaceti a půl bolševicích“. Údajně počítali za „půl bolševika“ Sü I-sina, který byl mladší než ostatní a nebyl členem strany. Někdy se v literatuře objevuje i termín „Wang Ming a 28 bolševiků“, tedy 29 osob. Fakticky ve skupině bylo více než 28 studentů, Wang Ming (ale i Čchen Jüan-tao) totiž odjeli z Moskvy do Šanghaje už na jaře 1929 a hlasování z června 1929 se nemohli účastnit.

## Použití termínu
Význam termín získal v 50. letech 20. století, kdy spojení „osmadvacet bolševiků“ začali západní (především američtí) a čínští nekomunističtí (na Tchaj-wanu) historikové používat pro vůdce levých úchylek v KS Číny první poloviny 30. let. Převzali přitom koncepci dějin KS Číny sestavenou začátkem 50. let Mao Ce-tungem a jeho pomocníky. Podle této koncepce v lednu 1931 převzalo vedení strany 28 bolševiků, kteří ovládali ústřední výbor a další centrální stranické orgány do ledna 1935, kdy ustoupili Maovi a jeho okolí, přičemž ve straně byly pouze dvě velké frakce – „28 bolševiků“ a Mao a jeho stoupenci, které hájily sovětské, resp. čínské zájmy. Tento model dominoval západní i čínské historiografii několik desetiletí, od počátku 50. do 80/90. let 20. století. Zformuloval ho postupně během 40. let Mao Ce-tung a prosadil jako oficiální, když na jaře 1951, během příprav oslav třicátého výročí založení strany, Maův sekretář Chu Čchiao-mu napsal (a Mao zkorigoval) stručný přehled historie strany pod názvem Třicet let Komunistické strany Číny v červnu 1951 zveřejněný v Lidovém deníku. Roku 1953 vyšel třetí svazek Vybraných prací Mao Ce-tunga, který obsahoval „Rezoluci k některým otázkám historie naší strany“ ústředního výboru KS Číny, přijatou o několik let dříve, ale do roku 1953 nezveřejněnou.
Jako proponenti levičácké linie a oponenti správné Maovy linie v letech 1931–1935 byli Maem v letech 1951–1953 výslovně jmenováni pouze Wang Ming a Čchin Pang-sien, koncepce proto vyhovovala jak Maovým stoupencům starým i novým, tak jeho (bývalým) oponentům, nepřipomínaným v ní jmenovitě. Termín „28 bolševiků“ se přitom v Číně používal pouze neformálně, více pouze v období kulturní revoluce radikály z Rudých gard. Předtím i potom byli Maovi oponenti označování za „stoupence Wang Mangovy, resp. Čchin Pang-sienovy levé úchylky“, „levá frakce“, „levá úchylka“, „dogmatici“, přičemž nebyl přípomínám Stalin ani Kominterna (role Sovětů a Kominterny nebyla hodnocena negativně ani po sovětsko-čínské roztržce začátkem 60. let, protože čínští komunisté kritizovali Chruščovovo a Brežněvovo vedení za odchod od správné linie Stalina, kritika Stalinova Sovětského svazu proto nebyla na místě. Až po uvolnění cenzury koncem 80. let, a odchodu politiků osobně zainteresovaných na vnitrostranických sporech z 30. let, se v pamětech a vzpomínkách vydávaných v ČLR začalo používat i spojení „28 bolševiků“, resp.  „28 a půl bolševika“.
O „28 bolševicích“, případně o „internacionalistech“, „navrátivších se studentech z Ruska“ mluvili proto v 50. až 80. letech pouze historikové západní a tchajwanští. Termín američtí historikové převzali z knihy Chung-se wu-tchaj Li Anga vydané roku 1942 v Čchung-čchingu, jejíž překlad byl v 50. letech k dispozici na Stanfordově univerzitě. Li Ang (vlastním jménem Ču Čchi-chua, Li Ang byl pseudonym) byl komunista, který se přiklonil k trockismu a roku 1929 opustil komunistickou stranu, roku 1941 byl zatčen kuomintangskými úřady a o čtyři léta později zemřel ve vězení. Li tudíž měl pouze zprostředkované informace o dění v komunistické straně ve 30. letech a jeho kniha byla už v 50. letech považována za nepřesnou a nespolehlivou. Nicméně až do 90. let zůstávala, kromě oficiální maoistické verze, jediným zdrojem pro popis činnosti 28 bolševiků.

## Seznam osmadvaceti bolševiků
Li Ang z 28 bolševiků uvedl jmenovitě pouze šest (Wang Minga, Čchin Pang-siena, Čang Wen-tchiena, Che C’-šua, Wang Ťia-sianga a Šen Ce-mina), západní historikové neměli do poloviny 60. let jiné zdroje a ostatní jména proto neznali. Jmenovitě všech osmadvacet osob uvedli až čtyři čínští autoři žijící mimo ČLR v knihách vydaných v letech 1965–1979:
- Wang Chien-min (1965), Zhongguo gongchandang shigao [A draft history of the Chinese Communist Party], Taipei.
- Kuo, Warren (1968), Analytical History of Chinese Communist Party (Book Two). Taipei.
- Sheng, Yueh (1971), Sun Yat-sen University in Moscow and the Chinese Revolution – A Personal Account. Kansas.
- Sima Lu (1979), Zhongong dangshi ji wenxian xuancui [CCP history and selected documents]. Zhanwang, No. 425. (Hongkong).

Pouze 23 jmen na jejich seznamech bylo shodných (v závorkách jsou případné pseudonymy, pod kterými jsou někteří známí): Čchen Šao-jü (Wang Ming), Čchen Jüan-tao (Lie Fu), Čchen Čchang-chao, Tu Cuo-siang, Che C’-šu, Li Ču-šeng, Meng Čching-šu, Čchin Pang-sien (Po Ku), Šen Ce-min, Šeng Čung-liang (Šeng Jüe), Sun Ťi-min, Wang Ťia-siang, Wang Šeng-ti, Wang Šeng-žung, Wang Jün-čcheng, Sia Si, Jang Šang-kchun, Jin Ťien, Jüan Ťia-jung (Jüan Meng-čchao), Čang Čchin-čchiou, Čang Wen-tchien (Luo Fu), Ču A-ken a Ču C’-šun. Zbylé pětice uvádějí odlišně:
- Wang: Wang Pao-li, Tu Tching, Wang Siou, Kuo Miao-ken, Jün Jü-žung;[6]
- Kuo: Li Jüan-ťie, Čchen Wej-min (Ša Kche-fu), Liou Čchün-sien, Šen Č’-jüan (Šen Kuan-lan), Sü I-sin (徐以新);[6]
- Sheng: Che Kche-čchüan (Kchaj Feng), Sung Pchan-min, Siao Tche-fu, Li Jüan-ťie, Wang Pao-li;[6]
- Sima: Wang Pao-li, Kuo Miao-ken, Jün Jü-žung, Čchen Wej-min, Liou Čchün-sien.[6]

Nejdůvěryhodnější je seznam Šeng Jüea (Sheng Yueh), protože Šeng byl jedním z osmadvacítky a znal ostatní „bolševiky“; ostatní tři autoři je osobně neznali a do svých seznamů zahrnuli i osoby, které v Moskvě nestudovaly v danou dobu, nebo vůbec; naopak pouze Šeng uvádí i Kchaj Fenga, studenta, který ve 30. letech dosáhl významného postavení jako člen politbyra. Většinu osob ze Šengova seznamu potvrdil jiný bývalý student z Moskvy, Čchen Siou-liang (nicméně pochyboval nad některými ženami, které nebyly členkami strany). Kromě Kchaj Fenga ostatní sporní studenti nebyli politicky významní.
| Osmadvacet bolševiků podle Šeng Jüea    | Osmadvacet bolševiků podle Šeng Jüea  | Osmadvacet bolševiků podle Šeng Jüea | Osmadvacet bolševiků podle Šeng Jüea | Osmadvacet bolševiků podle Šeng Jüea | Osmadvacet bolševiků podle Šeng Jüea | Osmadvacet bolševiků podle Šeng Jüea |
| Jméno (Pseudonym)                       | Narození–úmrtí, místo narození        | Před příchodem do Moskvy | Příchod do Moskvy                    | Návrat do Číny                       | Po návratu | Pozdější stranické funkce |
| --------------------------------------- | ------------------------------------- | --- | ------------------------------------ | ------------------------------------ | --- | --- |
| Čchen Šao-jü (Wang Ming, 王明)          | 1904–1974, Lu-an, An-chuej            | ze statkářské rodiny, studoval na univerzitě ve Wu-čchangu, od 1925 člen Socialistického svazu mládeže, poté i KS                                                                 | 1925                                 | březen 1929                          | V lednu-únoru 1930 ve vězení; na 4. zasedání ÚV v lednu 1931 zvolen členem ÚV a politbyra, od února i v jeho stálém výboru, nebyl v prozatímním politbyru sestaveném v září 1931, v říjnu 1931 odjel do Moskvy | od října 1931 do roku 1937 žil v Moskvě, na 5. zasedání ÚV v lednu 1934 zvolen do obnoveného politbyra (do 1945) a jeho sekretariátu (do 1943), členem ÚV zůstal do roku 1969, od roku 1956 do konce života opět žil v Moskvě                                                    |
| Čchen Jüan-tao (陈原道; Lie Fu)         | 1901–1933, Čchao-sien, An-chuej       | z rolnické rodiny, člen Socialistického svazu mládeže od 1923 a KS od 1925 | 1925                                 | jaro 1929                            | od dubna 1931 do 1932 vězněn, v lednu 1933 uvězněn, v dubnu 1933 popraven | |
| Meng Čching-šu (孟庆树)                 | 1911–1983, Šou-sien, An-chuej         | ze statkářské rodiny. V Moskvě překladatelka na VI. sjezdu KS Číny (1928), od listopadu 1930 manželka Wang Minga                                                                  | 1927                                 | začátkem 1930                        | v červenci-listopadu 1930 ve vězení, v říjnu 1931 odjela do Moskvy s Wang Mingem a i poté jej následovala | |
| Wang Ťia-siang (王稼祥)                 | 1906–1974, Ťing-sien, An-chuej        | ze statkářské rodiny, 1925 v Šanghaji vstoupil do svazu mládeže | 1925                                 | jaro 1930                            | v březnu 1931 odešel do centrální sovětské oblasti. | Na 5. zasedání ÚV v lednu 1934 zvolen členem ÚV a kandidátem (nebo členem) politbyra (do 1945), na VII. sjezdu zvolen kandidátem ÚV, od 1949 opět člen ÚV, po VIII. sjezdu (1956) i člen sekretariátu ÚV a to až do kulturní revoluce                                            |
| Che C’-šu (何子述)                      | 1901–, Jing-šan, Chu-pej              | z rodiny inteligence, od 1925 ve Wu-čchangu člen KS, vedoucí místní organizace | 1927                                 | jaro 1930                            | 1932 uvězněn a zabit | |
| Čchin Pang-sien (Po Ku)                 | 1907–1946, Chang-čou, Če-ťiang        | z rodiny s dlouhou úřednickou tradicí, studoval na univerzitě v Šanghaji, 1925 člen svazu mládeže a koncem roku i KS                                                              | 1926                                 | květen 1930                          | od ledna 1931 člen ÚV (do 1946), od září 1931 člen prozatímního politbyra pověřený celkovým řízením ÚV, v lednu 1933 odešel do centrální sovětské oblasti                                                      | pověřen řízením ÚV do února 1935, členem sekretariátu do března 1943, členem politbyra zůstal do roku 1945 |
| Šen Ce-min (沈泽民)                     | 1902–1933, Tchung-siang, Če-ťiang     | mladší bratr Mao Tuna, od 1920 žil v Japonsku, 1921 v Šanghaji vstoupil do KS, od 1922 člen ÚV svazu mládeže, publicista, vyučoval na univerzitě v Šanghaji.                      | 1925                                 | léto 1930                            | V lednu 1931 zvolen kandidátem ÚV, později přeložen do sovětské oblasti E-Jü-Wan, zabit v listopadu 1933 | |
| Li Jüan-ťie (李元杰)                    | S’-čchuan                             | | 1926                                 | léto–podzim 1930                     | v prosinci 1930 uvězněn | |
| Li Ču-šeng (李竹声)                     | asi 1904–1973, Šou-sien, An-chuej     | | 1926                                 | léto–podzim 1930                     | od září 1931 kandidát ÚV a člen prozatímního politbyra, tajemník šanghajské organizace strany, uvězněn v červnu 1934.                                                                                          | od 1935 pracoval pro Kuomintang, 1951 zatčen policií ČLR, zemřel ve vězení |
| Wang Šeng-žung (王盛荣)                 | asi 1907–, Wu-chan, Chu-pej           | Člen KS před 1927 | 1927                                 | léto–podzim 1930                     | 1931 přeložen do ústřední sovětské oblasti | |
| Čchen Čchang-chao (陈昌浩)              | 1906–1967, Chan-jang, Chu-pej         | studoval ve Wu-čchangu, aktivní ve studentském hnutí. Od 1926 člen Socialistického svazu mládeže, od 1930 člen KS                                                                 | 1927                                 | podzim 1930                          | v dubnu 1931 přeložen do sovětské oblasti E-Jü-Wan | působil v sovětské oblasti E-Jü-Wan ve vedení 4. frontu, v srpnu 1935 přibrán do ÚV a politbyra (s dalšími představiteli 4. frontu), později působil na západní frontě sovětské oblasti, od roku 1937 v komunistických vzdělávacích institucích, v letech 1939–1952 žil v Moskvě |
| Sia Si (夏曦)                           | 1901–1936, I-jang, Chu-nan            | studoval v Čchang-ša, od 1920 ve svazu mládeže, od 1921 v KS, krátce v SSSR, vrátil se do Chu-nanu, na V. sjezdu (1927) zvolen členem ÚV KS Číny, na VI. sjezdu v Moskvě nezvolen | 1927/28                              | podzim 1930                          | V lednu 1931 zvolen kandidátem ÚV, v březnu 1931 přeložen do sovětské oblasti Siang-E-Si. | v únoru 1936 zabit |
| Čang Čchin-čchiou (张琴秋)              | 1904–, žila v Tchung-siangu, Če-ťiang | Od 1921 studovala v Chang-čou, 1924 si vzala Šen C’-mina a vstoupila do svazu mládeže                                                                                             | 1925                                 | podzim 1930                          | v dubnu 1931 přeložena do sovětské oblasti E-Jü-Wan | |
| Che Kche-čchüan (Kchaj Feng)            | 1906–1955, Pching-siang, Ťiang-si     | z bohaté statkářské rodiny, studoval univerzitě ve Wu-čchangu, od 1927 člen svazu mládeže a od 1930 i KS                                                                          | 1927                                 | podzim 1930                          | na jaře 1931 přeložen do Hongkongu, na tři měsíce uvězněn, na jaře 1933 přeložen do centrální sovětské oblasti                                                                                                 | věnoval se ideologické práci, od ledna 1934 člen ÚV a kandidát politbyra (do 1945), v letech 1953–1954 ředitel Ústřední stranické školy. |
| Tu Cuo-siang (杜作祥)                   | 1901–, Chu-pej                        | v Moskvě si vzala Čchen Čchang-chaoa, překladatelka na VI. sjezdu KS Číny, po návratu se neúčastnila politiky.                                                                    | 1927                                 | 1930                                 | uvězněna v červnu 1934 | |
| Sung Pchan-min (宋潘民)                 | † 1933, Wu-chan, Chu-pej              | z dělnické rodiny, asi od 1927 člen KS | 1927                                 | 1930/1931                            | 1931 přeložen do sovětské oblasti Siang-E-Si, 1933 uvězněn a popraven | |
| Čang Wen-tchien (张闻天; Luo Fu)        | 1900–1976, Nan-chuej, Ťiang-su        | z rolnické rodiny, 1920-1924 studoval v Tokiu a Kalifornii, publicista, učitel, 1925 vstoupil v Šanghaji do KS                                                                    | 1925                                 | únor 1931                            | od září 1931 člen ÚV (do 1969) a prozatímního politbyra, v prosinci 1932 odešel do centrální sovětské oblasti                                                                                                  | od ledna 1934 člen politbyra (do 1956, pak kandidát politbyra), od února 1935 pověřený celkovým vedením ÚV (do 1938) |
| Jang Šang-kchun (杨尚昆)                | 1907–1998, Tchung-nan, Čchung-čching  | z bohaté statkářské rodiny, od 1925 ve svazu mládeže, od 1926 v KS. | 1926                                 | únor 1931                            | na podzim 1932 přeložen do ústřední sovětské oblasti | od ledna 1934 kandidát ÚV (do 1945), ředitel Hlavní kanceláře ÚV 1945–1965, člen ÚV od 1956, člen politbyra 1982–1992, prezident ČLR 1988–1993 |
| Jin Ťien (殷鉴)                         | 1903/04–, Wu-chan, Che-pej            | | 1927                                 | začátkem 1931                        | 1931 uvězněn | zemřel po propuštění roku 1937 |
| Sun Ťi-min (孙济民)                     | asi 1905–, Wu-chan, Chu-pej           | Člen KS od 1926 nebo 1927 | 1927                                 | 1931                                 | uvězněn v únoru 1933 | |
| Wang Jün-čcheng (王云程)                | asi 1905, Wu-chan, Chu-pej            | dělník, 1926/27 vstoupil do KS | 1927                                 | 1931                                 | uvězněn v únoru 1933 | |
| Wang Pao-li (王保礼)                    | 1905–, Nanking, Ťiang-su              | z dělnické rodiny | 1927                                 | asi 1931                             | 1931 uvězněn | |
| Wang Šeng-ti (汪盛荻)                   | asi 1903–, Chu-nan                    | studoval v Paříži, odtud odjel do Moskvy | 1927                                 | asi 1932                             | v prosinci 1932 uvězněn | |
| Jüan Ťia-jung (袁家镛; Jüan Meng-čchao) | 1905–, C’-jang, S’-čchuan             | studoval na univerzitě v Nankingu, od 1927 v KS | 1927                                 | začátkem 1933                        | uvězněn v červnu 1934 | |
| Šeng Čung-liang (盛忠亮; Šeng Jüe)      | asi 1905–, Li-ling, Chu-nan           | od 1923 studoval v Pekingu a působil v oddělení propagandy pekingské KS | 1926                                 | začátkem 1933                        | uvězněn v červnu 1934 | |
| Ču A-ken (朱阿根)                       | 1904–, Šanghaj                        | z dělnické rodiny, v KS od poloviny 20. let | 1927                                 | asi 1933                             | uvězněn 1933 | |
| Siao Tche-fu                            | 1903–, Tchao-jüan, Chu-nan            | studoval ve Francii, pak odjel do Moskvy | ??                                   | ??                                   | | |
| Ču C’-šun (朱自舜)                      |                                       | Člen svazu mládeže | 1927/28                              | ??                                   | | |

## Význam
28 bolševiků byla skupina Číňanů zastávající Stalinovo učení, kterou podporovala Kominterna. Jejich návrat do Číny (v době Čínské republiky 1912-1949) posílil vliv Moskvy v čínské politice. V první polovině 30. let měli vysoké postavení v Komunistické straně Číny. Jejich ortodoxní myšlenky, které si z Moskvy přivezli, se však ne příliš hodily na čínské prostředí. Snažili se o proletářskou revoluci, ale všechny jejich snahy byly potlačeny Kuomintangem.
V počátku 30. let se členové přesunuli z Šanghaje do centrální oblasti Ťiang-si (čínsky:江西 Jiāngxī), ve které se vyskytoval i Mao Ce-tung (čínsky: 毛泽东 Máo Zédōng). Mao a 28 bolševiků měli rozdílné názory například na přístup k bohatým rolníkům, kdy bolševici je viděli jako hrozbu pro proletáře, zato Mao je vnímal jako součást místní ekonomiky.
Mao se chtěl spojit s Fu-ťienskou armádou proti Japoncům a Čankajškovi. (Fujianská armáda byla samostatná a na Nankingu nezávislá Kuomintangská armáda). „Osmadvacet bolševiků“ s Čang Wen-tchienem (čínsky: 张闻天 Zhāng Wéntiān) v čele, byli Maovi formálně nadřízení a spojení odmítli. V lednu roku 1934 dokonce Maa odstranili z funkcí a izolovali ho na tři měsíce do domácího vězení. Maa posléze v jeho vedoucí pozici nahradil Čou En-laj (周恩来 Zhōu Ēnlái). Poté, co komunisté utrpěli velké ztráty, se „čínští bolševici“ rozhodli roku 1935 dosadit Maa zpět do vedení KS Číny. Jeho někdejší nadřízený Čou En-laj se pak stal jeho hlavním stoupencem.
Při Dlouhém pochodu KS Číny v lednu roku 1935 Mao Ce-tung svolal rozšířené politbyro na konferenci v Cun-i (čínsky: 遵义 Zūnyì). Tam prosadil vlastní plán a izoloval své odpůrce včetně „osmadvaceti bolševiků“.
Mao Ce-tung měl navrch nad 28 bolševiky v roce 1937, kdy vznikla jednotná fronta mezi KS Číny a Kuomintangem.
Po druhé světové válce bylo „osmadvacet bolševiků“ odsouzeno Mao Ce-tungem jako stoupenci „třetí levé linie“. Někteří z nich byli zlikvidováni během Kulturní revoluce.